# Buková hora (Šluknovská pahorkatina)
Buková hora (německy Buchberg) je zalesněný vrch na severu České republiky o nadmořské výšce 512 metrů. Nachází se na území vesnice Severní, která je částí obce Lobendava. Z geomorfologického hlediska náleží ke Šluknovské pahorkatině, jejímu okrsku Šenovská pahorkatina a podokrsku Mikulášovická pahorkatina. Poblíž severního vedlejšího vrcholu o nadmořské výšce 507 metrů vede státní hranice mezi Českou republikou a Německem. Podloží tvoří převážně drobno až střednězrnný dvojslídý granodiorit, který je v severní části vystřídán granodioritem lužickým. Kromě granodioritu je kopec na mnoha místech prostoupen žílami doleritu, který se na jihovýchodním svahu také těžil. Nejrozšířenějšími půdními typy jsou dystrická a modální mesobazická kambizem, v menší míře kambizem modální eutrofní a podél vodních toků kambizem oglejená, glejová a gleje. Na Bukové hoře pramení Luční potok a jeho přítok Severní potok, které patří k povodí Sebnice, severní svahy jsou odvodňovány do Wesenitz. Vrch patří k povodí Labe a úmoří Severního moře.

## Nejsevernější místo Česka
Buková hora je nejsevernější horou Česka, nejseverněji položené místo se nachází cca 650 m severovýchodním směrem na svahu hory. Na místě je postaven památník, který je přístupný po žluté turistické značce vycházející ze vsi Severní. Žlutá značka ze vsi směřuje nejdříve na severozápad, po dosažení hranice s Německem hranici kopíruje a obchází Bukovou horu ze severu, končí na hraničním přechodu Lobendava-Severní / Steinigtwolmsdorf, kde navazuje na zelenou značku ze Severní a modrou značku pokračující dále po hranici.